# Championnat de France de basket-ball 1970-1971
Navigation
Saison précédente Saison suivante
La saison 1970-1971 du championnat de France de basket-ball de Nationale 1 est la 49e édition du championnat de France masculin de basket-ball. Le championnat de Nationale 1 de basket-ball était le nom du plus haut niveau du championnat de France.

## Présentation
La saison se déroule du 26 septembre 1970 au 4 avril 1971, chaque équipe rencontre les autres équipes en match aller-retour. Au terme de cette saison, le titre de Champion de France est attribué au club classé 1e.
Quatorze clubs participent à la compétition. La victoire rapporte 3 points, le match nul 2 points, la défaite 1 point et le bonus 1 point. Les équipes classées 11e, 12e, 13e et 14e descendent en Nationale 2.
Le tenant du titre, Antibes, va tenter de gagner un 2e titre.
Berck, Caen, Nice et Strasbourg sont les quatre équipes promues pour cette saison auxquelles vient s’ajouter Graffenstaden remplaçant Toulouse qui cesse ses activités. Vichy, Strasbourg, Nice et  Graffenstaden, équipes classées de 9e à 12e sont les quatre équipes reléguées à l'issue de cette saison 1970-1971.
L’ASVEL remporte le championnat pour la onzième fois de son histoire.
Larry Robertson (Nice), 1,94 m., est le meilleur marqueur du championnat de France avec 844 points (moyenne de 32,4).

## Clubs participants
- Olympique d'Antibes Juan-les-Pins
- Alsace de Bagnolet
- Association Sportive de Berck
- Caen Basket Club
- Association Sportive de Denain-Voltaire
- Graffenstaden
- Sporting Club Moderne du Mans
- Association Sportive des PTT de Nice
- Racing Club de France
- Groupe Sportif de la Chorale Mulsant de Roanne
- Association Sportive de Strasbourg
- Association Sportive Préparation Olympique de Tours
- Jeanne d’Arc de Vichy
- Association Sportive de Villeurbanne Eveil Lyonnais

## Classement final de la saison régulière
La victoire rapporte 3 points, le match nul 2 points, la défaite 1 point et le bonus 1 point.
Le point de bonus est accordé à l'équipe qui sur les deux matchs (aller et retour) possède la meilleure différence de points. Si les deux équipes sont à égalité, chacune gagne 0,5 point 
| #  | Equipe          | Pts  | M  | V  | N | D  | PP   | PC   | Diff. | Bonus |
| -- | --------------- | ---- | -- | -- | - | -- | ---- | ---- | ----- | ----- |
| 1  | ASVEL           | 82   | 26 | 22 | 0 | 4  | 2228 | 1880 | +348  | 12    |
| 2  | Denain          | 79   | 26 | 21 | 0 | 5  | 2298 | 1895 | +403  | 11    |
| 3  | Antibes         | 77   | 26 | 19 | 0 | 7  | 2247 | 1937 | +310  | 13    |
| 4  | Caen            | 64   | 26 | 15 | 0 | 11 | 2307 | 2187 | +120  | 8     |
| 5  | Tours           | 63,5 | 26 | 15 | 0 | 11 | 2221 | 2191 | +30   | 7,5   |
| 6  | Bagnolet        | 62   | 26 | 15 | 0 | 11 | 2197 | 2201 | -4    | 6     |
| 7  | Berck (+15)     | 59   | 26 | 13 | 0 | 13 | 2230 | 2116 | +114  | 7     |
| 8  | Racing CF (-15) | 59   | 26 | 13 | 0 | 13 | 2106 | 2155 | -49   | 7     |
| 9  | Le Mans         | 57   | 26 | 12 | 1 | 13 | 2249 | 2266 | -17   | 6     |
| 10 | Roanne          | 55,5 | 26 | 12 | 0 | 14 | 2230 | 2286 | -56   | 5,5   |
| 11 | Vichy           | 49   | 26 | 10 | 0 | 16 | 1800 | 1964 | -164  | 3     |
| 12 | AS Strasbourg   | 45   | 26 | 8  | 0 | 18 | 2017 | 2244 | -227  | 3     |
| 13 | Nice            | 35   | 26 | 3  | 1 | 22 | 2191 | 2497 | -306  | 2     |
| 14 | Graffenstaden   | 31   | 26 | 3  | 0 | 23 | 1975 | 2477 | -502  | 0     |

|  | Champion de France      |
|  | Relégués en Nationale 2 |

## Leaders de la saison régulière
| Catégorie                   | Joueur          | Équipe | Statistiques            |
| --------------------------- | --------------- | ------ | ----------------------- |
| Points par match            | Larry Robertson | Nice   | 844 Points (32,4 Pts/M) |
| Points par match (Français) | Alain Gilles    | ASVEL  | 664 Points (25,5 Pts/M) |